# Andrés de Olmos

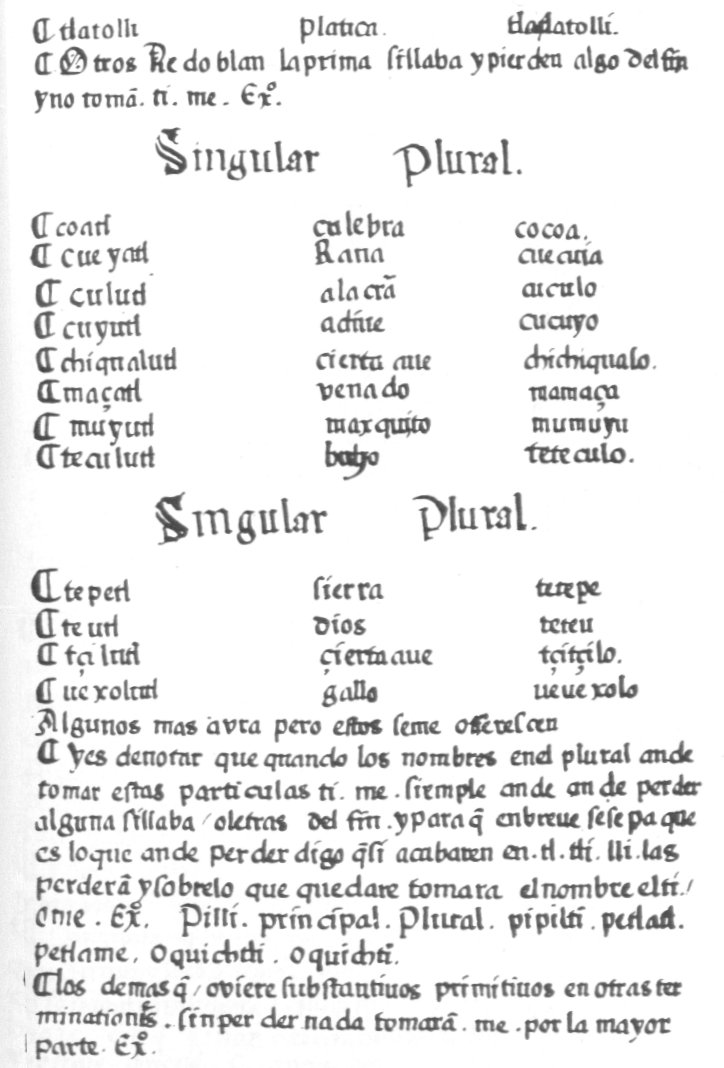
Página del libro Arte para aprender la lengua mexicana de Andrés de Olmos.

Andrés de Olmos (Oña, Burgos, circa 1485 - Tampico, Nueva España, 8 de octubre de 1571) fue un misionero franciscano conocido por su labor como filólogo del náhuatl, huasteco y totonaco.

## Trayectoria
Existen algunas discrepancias en cuanto al año de su nacimiento, para George Baudot fue 1480, para Rémi Simeón fue 1491, para Ángel María Garibay fue 1500 y para Ascensión Hernández Triviño y Miguel León-Portilla fue 1485. Para Téllez, la fecha de nacimiento precisa fue un 30 de noviembre entre 1496 y 1498.
Durante su juventud, Andrés de Olmos vivió con una hermana en Burgos, donde  estudió jurisprudencia, y a la edad de 21 años se integró a la Orden de Frailes Menores. Conoció a fray Juan de Zumárraga, quien le pidió viajar a América para evangelizar a los pueblos originarios. De esta manera viajó a la Nueva España en 1528.
A partir de 1530 lo encontramos en el centro de México, entre Tepepulco (región de Texcoco) y Cuernavaca. En 1533 participó en la fundación del Colegio de la Santa Cruz de Tlatelolco, institución con la que colaboró hasta 1539, año en que viajó a Hueytlalpan, en la región totonaca. 
En 1544 fundó la misión de la Tamaholipa, de cuyo nombre deriva el topónimo del estado de Tamaulipas y en la cual acogió a los indígenas olives. En su labor como misionero recorrió los territorios al norte del río de las Palmas, fue promotor de la conquista de esta zona. En 1554 Fray Andrés de Olmos, y con licencia del Virrey Don Luis de Velasco, funda Tampico, que estaba ubicado en el actual Pueblo Viejo, hoy Ciudad Cuauhtémoc, Veracruz. De 1558 a 1568 permaneció en Tampico, lugar en donde se dedicó a escribir buena parte de sus obras, debido a sus incursiones como evangelizador llegó a conocer el náhuatl, el tepehuán, el huasteco y el totonaco. Murió el 8 de octubre de 1571.
Actualmente sus restos se encuentran en el Santuario Del Señor de Las Misericordias en Tampico Alto (Veracruz)

## Obras y escritos
Escribió libros en náhuatl, totonaco, huasteco y español, algunos completamente relacionados con sus creencias, entre ellos se encuentran los siguientes títulos:
- Huehuetlatolli
- Gramática de la lengua mexicana
- Tratado de hechicerías y sortilegios[8]
- Siete sermones principales sobre los siete pecados mortales en náhuatl.
- Vocabulario náhuatl
- Arte para aprender la lengua mexicana
- Pláticas que los señores mexicanos hacían a sus hijos y vasallos
- Auto del juicio final (expuesto en lengua mexicana)
- Manual para aprender la lengua huaxteca
- Doctrina cristiana en idioma huasteco.
- Arte de aprender la lengua totonaca
- Diccionario del totonaca.
- Libro sobre los herejes, escrito por el P. Fr. Alonso de Castro en latín, traducción al castellano.